# Salvador Franch i Martínez
Salvador Franch i Martínez (Sabadell, 18 d'abril de 1949) és un porter waterpolista olímpic català.
Franch es va fer soci del Club Natació Sabadell el 10 de juliol de 1963. Durant 14 anys va ser el porter titular de la selecció espanyola de waterpolo i va ser més de 300 vegades internacional. Va participar en els Jocs Olímpics de Múnic el 1972 amb el club sabadellenc i va aconseguir el quart lloc als Jocs Olímpics de Moscou el 1980. Va participar en la Copa d'Europa del 1981 amb el Club Natació Barcelona. Un cop retirat, jugava amb l'equip de veterans del CNS i és membre de la Secció de Waterpolo sabadellenca.